# 分叉会合模型

fork–join范型的示意图，其中程序的三个区段允许各种颜色的块并行执行。顺序执行显示在顶部，等价的fork–join执行在底部。

在并行计算中，分叉会合模型是设置和执行并行程序的一种方式，使得程序在指定一点上“分叉”（fork）而开始并行执行，在随后的一点上“会合”（join）并恢复顺序执行。并行区段可以递归的fork，直到达到特定的任务粒度（granularity）。Fork–join可以被视为是一种并行设计模式:209 ff.，它最早由马尔文·康威公式化于1963年。

## 概述
通过递归的嵌套fork–join计算，可以获得并行版本的分治范型，表达为如下一般性伪代码：
```
解决(问题)
:
    
if
 问题足够小:
        直接解决问题 (顺序算法)
    
else
:
        
for
 部份 
in
 细分(问题)
            
fork
 子任务来
解决(部份)

        
join
 在前面的循环中生成的所有子任务
        
return
 合并的结果
```

## 例子
简单的并行归并排序是一种fork–join算法：
```
mergesort(A, lo, hi):
    
if
 lo < hi:                     // 至少有一个输入元素
        mid = ⌊lo + (hi - lo) / 2⌋
        
fork
 mergesort(A, lo, mid)  // 分叉出子任务处理第一个递归调用，它(潜在的) 并行于主任务
        mergesort(A, mid, hi)       // 主任务处理第二个递归调用
        
join

        merge(A, lo, mid, hi)
```

第一个递归调用是“分叉出”的（forked off），这意味着它可以在单独的线程中的执行，从而并行于这个函数的后续部份，直到join导致所有线程同步化。尽管join看起来很像一个屏障（barrier），但二者并不相同，因为各个线程在一个屏障之后将继续工作，而在join之后只有一个线程继续工作:88。
在上述伪码中第二个递归调用不是分叉的；这是故意为之的，因为分叉任务是要付出代价的。如果把二个递归调用都设置为子任务，主任务在被阻塞在join之前将没有任何额外的工作可以进行。

## 实现
在fork–join模型的实现中，fork的典型的是任务、纤程即轻量级线程，而非操作系统级别的“重量级”线程或进程，并使用线程池来执行这些任务：fork原语（primitive）允许编程者指定“潜在的”并行，由实现机制接着把它们映射（map）到实际的并行执行之上。这么设计的原因是建立新线程趋于导致很大的开销。
在fork–join编程中用到的轻量级线程，典型的有它们自己的调度器，调度器典型的采用工作抢断策略，并将这些线程映射到底层的线程池。这种调度器比全特征的抢占式操作系统调度器要简单的: 通用的线程调度器必须处理针对锁的阻塞，而在fork–join范型中，线程只阻塞在join点上。
在OpenMP框架中，Fork–join是主要的并行执行模型，尽管OpenMP实现可以支持也可以不支持并行段落的嵌套。支持它的还有：Java concurrency框架、微软.NET的任务并行库和Intel的线程建造块（TBB）。Cilk编程语言有对fork和join的语言级别支持，其形式为spawn和sync关键字或Cilk Plus中的cilk_spawn和cilk_sync。

## 引用
1. 1 2 3 4 5 6  Michael McCool; James Reinders; Arch Robison.  (PDF). Elsevier. 2013  [2019-12-03]. （原始内容存档 (PDF)于2018-11-23）.
2. ↑  Melvin E. Conway. . Fall Join Computer Conference: 139–146. 1963. doi:10.1145/1463822.1463838.
3. ↑  Nyman, Linus; Laakso, Mikael.  (PDF). IEEE Annals of the History of Computing (IEEE Computer Society). 2016, 38 (3): 84–87  [2019-12-03]. doi:10.1109/MAHC.2016.34. （原始内容存档 (PDF)于2019-08-28）.
4. 1 2 3 4  Doug Lea.  (PDF). ACM Conference on Java. 2000  [2019-12-03]. （原始内容存档 (PDF)于2019-10-24）.
5. ↑  Cormen, Thomas H. ; Leiserson, Charles E. ; Rivest, Ronald L.; Stein, Clifford.  3rd. MIT Press and McGraw-Hill. 2009 [1990]. ISBN 0-262-03384-4.
6. ↑  Blaise Barney. . Lawrence Livermore National Laboratory. 12 June 2013  [5 April 2014]. （原始内容存档于2019-12-18）.
7. ↑  . The Java Tutorials.   [5 April 2014]. （原始内容存档于2019-11-02）.
8. ↑  Daan Leijen; Wolfram Schulte; Sebastian Burckhardt. . OOPSLA. 2009.